# 워스트 프렌즈
《워스트 프렌즈》(영어: Worst Friends)는 2014년 개봉된 미국의 코미디 영화이다. 랄프 아렌드가 제작, 감독하고, 각본을 썼다. 이 영화에는 리차드 탠, 노아 바로우, 크리스튼 코놀리와 코디 혼 그리고 래리 페슨덴, 제프리 아렌드, 캐스린 에브가 출연한다. 영화는 2014년 11월 4일 개봉되었다.

## 출연진
- 리차드 탠 - 제이크 역
  - 코디 코스트로 - 어린 제이크
- 노아 바로우 - 샘 역
  - 티모시 샬라메 - 어린 샘
- 크리스튼 코놀리 - 조 역
- 코디 혼 - 릴리 역
- 래리 페슨덴 - 제리 역
- 딘나 루소 - 카산드라 역
- 캐스린 에브 - 샘 엄마 역
- 제프리 아렌드 - 제리미 역
- 브리짓 버크 - 줄리 역
- 사라 체이스 - 사라 역
- 조쉬 루벤 - 마키 역
- 브랜던 베일즈 - 배달부 역
- 사라 윈터 - 린다 역
- 홀리 테일러 - 어린 소녀 역